# Maximum
V teorii množin je maximum (maximální prvek) uspořádané množiny takový prvek množiny, že neexistuje žádný prvek množiny větší než tento.

## Definice
Mějme množinu {\displaystyle M} a ní danou relaci ostrého resp. neostrého uspořádání {\displaystyle <} resp. {\displaystyle \leq }, pak:
{\displaystyle a\in M} je maximální prvek množiny {\displaystyle M}, právě když pro každé {\displaystyle x\in M} platí {\displaystyle a\nless x},
kde {\displaystyle \nless } je negace ostrého uspořádání, a dále pak pro porovnání:
{\displaystyle a\in M} je největší prvek množiny {\displaystyle M}, právě když pro každé {\displaystyle x\in M} platí {\displaystyle x\leq a}.
Maximálních prvků může mít množina více, kdežto největší prvek může mít množina pouze jeden.